# Championnats d'Amérique centrale et des Caraïbes d'athlétisme 1979

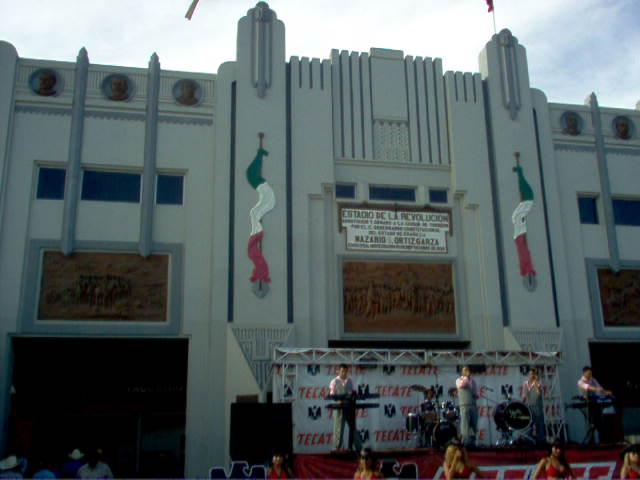
Auvent de l'Estadio de la Revolución, Torreón, Coah. 2008

Les 7es Championnats d'Amérique centrale et des Caraïbes d'athlétisme ont eu lieu à Guadalajara au Mexique, en 1979. Les performances ont été réalisées en altitude.

## Résultats

### Hommes
| Epreuve | Or                          | Or                 | Argent                                   | Argent          | Bronze                                       | Bronze                         |
| --- | --------------------------- | ------------------ | ---------------------------------------- | --------------- | -------------------------------------------- | ------------------------------ |
| 100 m | Guy Abrahams Panama         | 10 s 37            | Gerardo Suero République dominicaine     | 10 s 53         | Esteban Briceño Venezuela                    | 10 s 54                        |
| 200 m | Floyd Brown Jamaïque        | 21 s 30            | Rafael López République dominicaine      | 21 s 33         | Jesús Cabrera Porto Rico Tomás González Cuba | 21 s 45                        |
| 400 m | Colin Bradford Jamaïque     | 46 s 41            | Michael Barnes Jamaïque                  | 46 s 84         | Dean Greenaway Îles Vierges britanniques     | 47 s 12                        |
| 800 m | Owen Hamilton Jamaïque      | 1 min 48 s 2       | Eduardo Castro Mexique                   | 1 min 48 s 3    | Víctor Ramos Porto Rico                      | 1 min 49 s 7                   |
| 1 500 m | Ignacio Melecio Mexique     | 3 min 48 s 1       | Osmán Escobar Venezuela                  | 3 min 50 s 5    | Modesto Comprés République dominicaine       | 3 min 54 s 7                   |
| 5 000 m | José Gómez Mexique          | 14 min 27 s 4      | Jaime Vélez Porto Rico                   | 14 min 43 s 0   | Lucirio Garrido Venezuela                    | 14 min 50 s 4                  |
| 10 000 m | Virgilio Herrera Guatemala  | 31 min 42 s 8      | Luis Haro Mexique                        | 32 min 04 s 6   | Celso Garro Costa Rica                       | 32 min 48 s 8                  |
| 30 km | Mario Cuevas Mexique        | 1 h 26 min 24 s CR | Radamés González Cuba                    | 1 h 27 min 35 s | Andrés Romero Mexique                        | 1 h 27 min 38 s                |
| 3000 m steeple | Demetrio Cabanillos Mexique | 9 min 18 s 6       | Lucirio Garrido Venezuela                | 9 min 18 s 7    | Octavio Guadarrama Mexique                   | 9 min 22 s 6                   |
| 110 m haies | Rafael Echavarría Mexique   | 13 s 93            | Jorge Palacios Cuba                      | 13 s 94         | Mariano Reyes République dominicaine         | 14 s 20                        |
| 400 m haies | Julio Ferrer Porto Rico     | 51 s 4             | Carlos Yambot Porto Rico                 | 51 s 4          | Rafael Echavarría Mexique                    | 51 s 5                         |
| Saut en hauteur | Jorge Alfaro Cuba           | 2,25 m CR          | Cristóbal de León République dominicaine | 2,17 m          | Rodolfo Madrigal Costa Rica                  | 2,12 m                         |
| Saut à la perche | Rubén Camino Cuba           | 5,05 m CR          | Edgardo Rivera Porto Rico                | 4,60 m          | Pas d'autre médaille attribuée               | Pas d'autre médaille attribuée |
| Saut en longueur | Ray Quiñones Porto Rico     | 7,70 m             | Oswaldo Torres Venezuela                 | 7,61 m          | Ubaldo Duany Cuba                            | 7,30 m                         |
| Triple saut | Ricardo Goitizolo Cuba      | 15,97 m            | José Salazar Venezuela                   | 15,81 m         | Edgar Moreno Venezuela                       | 15,54 m                        |
| Lancer du poids | Nicolás Hernández Cuba      | 18,49 m CR         | Bradley Cooper Bahamas                   | 18,35 m         | Humberto Calvario Cuba                       | 17,46 m                        |
| Lancer du disque | José Santa Cruz Cuba        | 62,48 m CR         | Bradley Cooper Bahamas                   | 61,24 m         | Luis Palacios Venezuela                      | 49,70 m                        |
| Lancer du marteau | Alfredo Guillot Cuba        | 62,10 m            | Ángel Cabrera Cuba                       | 58,52 m         | Luis Martínez Porto Rico                     | 54,44 m                        |
| Lancer du javelot | Reinaldo Patterson Cuba     | 82,24 m CR         | Amado Morales Porto Rico                 | 77,70 m         | Dionisio Quintana Cuba                       | 76,58 m                        |
| Décathlon | Carlos Palacios Cuba        | 6 882 pts          | Juan Ríos Venezuela                      | 6 716 pts       | Pedro Herrera Cuba                           | 6 525 pts                      |
| 20 km marche | Félix Gómez Mexique         | 1 h 28 min 21 CR   | Ernesto Canto Mexique                    | 1 h 28 min 53   | Rigoberto Medina Cuba                        | 1 h 34 min 41                  |
| 4 × 100 m | République dominicaine      | 40 s 02            | Jamaïque                                 | 40 s 17         | Porto Rico                                   | 40 s 72                        |
| 4 × 400 m | Jamaïque                    | 3 min 05 s 0 CR    | Venezuela                                | 3 min 08 s 9    | République dominicaine                       | 3 min 11 s 9                   |
| Records et Performances - AR : Record continental (area record) - CR : Record des championnats (championship record) - MR : Record du meeting (meet record) - NR : Record national (national record) - OR : Record olympique (olympic record) - PR : Record paralympique (paralympic record) - PB : Record personnel (personal best) - SB : Meilleure performance personnelle de la saison (season's best) - WL : Meilleure performance mondiale de l'année (world leader) - WJR : Record du monde junior (world junior record) - WR : Record du monde (world record) Circonstances et Conditions - DNF : N'a pas terminé (did not finish) - DNS : N'a pas pris le départ (did not start) - DQ : Disqualification (disqualification) - NM : Aucun essai valable enregistré (No Mark) - Q : Qualifié « directement » au prochain tour (ou à la prochaine compétition), lors d'une compétition majeure, grâce au classement ou à la réalisation des minima (automatic qualifier) - q : Qualifié au prochain tour (ou à la prochaine compétition), lors d'une compétition majeure, grâce au repêchage ou à la réalisation de l'une des meilleures performances parmi celles des « non qualifiés directement » (grâce au meilleur temps ou à la meilleure distance par exemple) (secondary qualifier) |                             |                    |                                          |                 |                                              |                                |

### Femmes
| Épreuve | Or                            | Or            | Argent                                  | Argent        | Bronze                                 | Bronze        |
| --- | ----------------------------- | ------------- | --------------------------------------- | ------------- | -------------------------------------- | ------------- |
| 100 m | Lelieth Hodges Jamaïque       | 11 s 64       | Rosie Allwood Jamaïque                  | 11 s 79       | Darcy Bryant Costa Rica                | 11 s 96       |
| 200 m | Merlene Ottey Jamaïque        | 23 s 44 CR    | Elsa Antúnez Venezuela                  | 24 s 34       | Divina Estrella République dominicaine | 24 s 41       |
| 400 m | Debbie Byfield-White Jamaïque | 54 s 29       | Carol Cummings Jamaïque                 | 54 s 92       | Nancy Calveart Cuba                    | 55 s 02       |
| 800 m | María Ribeaux Cuba            | 2 min 09 s 0  | Eloína Kerr Cuba                        | 2 min 09 s 3  | Ana Orendaín Mexique                   | 2 min 11 s 0  |
| 1 500 m | Melquises Fonseca Cuba        | 4 min 40 s 0  | Sergia Martínez Cuba                    | 4 min 41 s 2  | Angelita Lind Porto Rico               | 4 min 42 s 4  |
| 3 000 m | Melquises Fonseca Cuba        | 10 min 06 s 6 | Rosa Domínguez Mexique                  | 10 min 11 s 8 | Irma Hernández Mexique                 | 10 min 15 s 0 |
| 100 m haies | Lorlee Giscombe Jamaïque      | 14 s 28       | Marisela Peralta République dominicaine | 14 s 44       | Maritza de la Guardia Cuba             | 14 s 84       |
| 400 m haies | Marcela Chivás Cuba           | 59 s 78 CR    | Stephanie Vega Porto Rico               | 1 min 00 s 21 | Divina Estrella République dominicaine | 1 min 02 s 43 |
| Saut en hauteur | Silvia Costa Cuba             | 1,80 m        | Elisa Ávila Mexique                     | 1,78 m        | Reina Mateu Cuba                       | 1,76 m        |
| Saut en longueur | Emilia Lenk Mexique           | 5,90 m        | Madeline de Jesús Porto Rico            | 5,87 m        | Odalys Herrera Cuba                    | 5,79 m        |
| Lancer du poids | Rosa Fernández Cuba           | 17,88 m CR    | Marcelina Rodríguez Cuba                | 17,80 m       | Patricia Andrus Venezuela              | 13,46 m       |
| Lancer du disque | Salvadora Vargas Cuba         | 55,30 m CR    | Maritza Martén Cuba                     | 50,22 m       | Laura Aguiñaga Mexique                 | 44,90 m       |
| Lancer du javelot | Ana María González Cuba       | 54,16 m CR    | Mayra Vila Cuba                         | 49,36 m       | Martha Blanco Mexique                  | 44,88 m       |
| Pentathlon | María Ángeles Cato Mexique    | 3907 pts      | Elida Aveillé Cuba                      | 3840 pts      | Ansis Salazar Cuba                     | 3618 pts      |
| 4 × 100 m | Jamaïque                      | 44 s 82 CR    | République dominicaine                  | 46 s 79       | Porto Rico                             | 47 s 16       |
| 4 × 400 m | Cuba                          | 3 min 41 s 8  | Jamaïque                                | 3 min 42 s 8  | Venezuela                              | 3 min 45 s 9  |
| Records et Performances - AR : Record continental (area record) - CR : Record des championnats (championship record) - MR : Record du meeting (meet record) - NR : Record national (national record) - OR : Record olympique (olympic record) - PR : Record paralympique (paralympic record) - PB : Record personnel (personal best) - SB : Meilleure performance personnelle de la saison (season's best) - WL : Meilleure performance mondiale de l'année (world leader) - WJR : Record du monde junior (world junior record) - WR : Record du monde (world record) Circonstances et Conditions - DNF : N'a pas terminé (did not finish) - DNS : N'a pas pris le départ (did not start) - DQ : Disqualification (disqualification) - NM : Aucun essai valable enregistré (No Mark) - Q : Qualifié « directement » au prochain tour (ou à la prochaine compétition), lors d'une compétition majeure, grâce au classement ou à la réalisation des minima (automatic qualifier) - q : Qualifié au prochain tour (ou à la prochaine compétition), lors d'une compétition majeure, grâce au repêchage ou à la réalisation de l'une des meilleures performances parmi celles des « non qualifiés directement » (grâce au meilleur temps ou à la meilleure distance par exemple) (secondary qualifier) |                               |               |                                         |               |                                        |               |

## Tableau des médailles
| Rang | Nation                    | Or | Argent | Bronze | Total |
| ---- | ------------------------- | -- | ------ | ------ | ----- |
| 1    | Cuba                      | 17 | 9      | 10     | 36    |
| 2    | Jamaïque                  | 9  | 5      | 0      | 14    |
| 3    | Mexique                   | 8  | 5      | 7      | 20    |
| 4    | Porto Rico                | 2  | 6      | 6      | 14    |
| 5    | République dominicaine    | 1  | 5      | 5      | 11    |
| 6    | Guatemala                 | 1  | 0      | 0      | 1     |
| 6    | Panama                    | 1  | 0      | 0      | 1     |
| 8    | Venezuela                 | 0  | 7      | 6      | 13    |
| 9    | Bahamas                   | 0  | 2      | 0      | 2     |
| 10   | Costa Rica                | 0  | 0      | 3      | 3     |
| 11   | Îles Vierges britanniques | 0  | 0      | 1      | 1     |